# Malcolm Green
Malcolm L. H. Green (Eastleigh, Hampshire, 16 de abril de 1936) é um químico britânico.

## Condecorações
- 1972 Medalha Corday–Morgan em Química Inorgânica, Royal Society of Chemistry
- 1978 Medal in Transition Metal Chemistry, Royal Society of Chemistry
- 1982 Tilden Lecture und Preis
- 1984 Prêmio American Chemical Society em Química Inorgânica
- 1986 Medal in Organometallic Chemistry, Royal Society of Chemistry
- 1989 Sir Edward Frankland Prize and Lecture
- 1992 Prêmio Karl Ziegler
- 1995 Medalha Davy
- 1997 ACS Award in Organometallic Chemistry

Em 1985 foi eleito fellow da Royal Society.